# Гримке (кратер)
Кратер Гримке је ударни метеорски кратер на површини планете Венере. Налази се на координатама 17,2° северно и 144,7° западно (планетоцентрични координатни систем +Е 0-360) и са пречником од 34,8 км налази се у групи кратера просечне величине.
Кратер је име добио у част америчке аболицисткиње, списатељице и суфражеткиње Саре Мур Гримке (1792—1873), а име кратера је 1985. усвојила Међународна астрономска унија.